# محمد بن علي الحركان
محمد بن علي الحركان (1333- 1403 هـ) أول وزير عدل سعودي. كان قاضيَ مدينة العلا بمِنطقة المدينة المنورة، ثم عُين قاضيًا في محكمة جدة، فرئيسًا لها، حتى اختير وزيرًا للعدل فور مباشرة الوِزارة لأعمالها، وتولى أيضًا أمانة رابطة العالم الإسلامي.

## مولده ونشأته
ولد محمد بن علي بن محمد بن عبد الله الحركان في المدينة المنورة في عام 1333 هـ، انتقل بعض أفراد هذه العائلة إلى المدينة المنورة، ومن الذين انتقلوا جدُّه محمد الحركان وابنه علي الذي كان صغيرًا في السن يومئذ، فقد كان يعمل جدُّ والده في ذلك الوقت في التجارة.

## تعليمه
نشأ الشيخ محمد بن علي الحركان وترعرع في كنف والده علي الحركان، وكانت دراسته في كل من المسجد النبوي ومدرسة العلوم الشرعية، وهي المدرسة النظامية الوحيدة في المدينة المنورة في ذلك الوقت، والتي أسسها العلامة أحمد الفيض أبادي في المدينة المنورة. وكان عمره وقت التحاقه بهذه المدرسة سبع سنوات حفظ في هذه المدرسة القرآن الكريم، وتعلم مبادئ بعض العلوم فيها مثل الخط، الحساب، الفقه، التوحيد، اللغة العربية، وغيرها، وتمكن من حفظ القرآن الكريم وهو ابن ال7 سنوات عام 1340هـ.
لم تقتصر دراسته على ما تلقاه في تلك المدرسة، بل واصل دراسته في المسجد النبوي الشريف حيث درس على أيدي مشايخ المسجد النبوي الشريف كما هو المتبع في تلك الحقبة من الزمان. فأخذ من حلقات العلم التي تعقد في الحرم النبوي العلوم الدينية من أمهات الكتب الشرعية. درس فنون اللغة العربية وآدابها وأصولها وفروعها على يد عالم المدينة المنورة في الحرم الشريف في تلك الحقبة الشيخ محمد الطيب الأنصاري التمبكتي وهو العلامة المهاجر إلى المدينة المنورة من بلاد شنقيط في موريتانيا، وكان ممن درس معه عند الشيخ محمد الطيب الأنصاري كل من ضياء الدين رجب والمؤرخ محمد حسين زيدان وكان الأخير عالماً فاضلاً، شاعراً، وفقيهاً. وهو يدرس جميع العلوم في الحرم النبوي الشريف. أنهى الشيخ محمد بن علي الحركان دراسته في المسجد النبوي عام 1353هـ 

## حياته العلمية والعملية
- أخذ الشيخ مكانه في التدريس في الحرم النبوي وكذلك الإمامة في بعض الأوقات، فعين مدرساً رسمياً في المسجد النبوي براتب قدره 22 ريالاً شهرياً وعمره 20 عاماً، وكانت حلقات تدريسه مستمرة وبشكل يومي في الحرم النبوي الشريف حيث كانت له حلقة تدريس بعد صلاة الفجر وأخرى في المساء، كما أنه كان يقضي بقية وقته بالعمل في التجارة بجانب عمله في التدريس.
- في عام 1356 هـ عين قاضياً في العلا بأمر من الشيخ عبد الله آل الشيخ - حيث كان يشغل وظيفة رئيس القضاة في الحجاز آنذاك وكان عمره وقت تعيينه في سلك القضاة 23 عاماً، ومكث في القضاء في مدينة العلا عاماً واحداً، ولكون مدينة العلا في ذلك الوقت تعد قرية مقارنة بالمدينة المنورة لم يتمكن من الاستمرار والحياة فيها، فتقدم بطلب إلى الملك عبد العزيز آل سعود طالباً إعفائه من العمل بالقضاء في مدينة العلا فقدر مشكوراً ذلك الالتماس المقدم ولبي طلبه ثم عاد إلى المدينة المنورة ليواصل عمله السابق وهو التدريس في الحرم النبوي الشريف وكذلك إدارة أعماله التجارية حيث كان له متجراً صغيراً في سوق الحبابة في المدينة المنورة.
- في عام 1372 هـ تلقي عرضاً من الملك سعود بن عبد العزيز وكان في ذلك الوقت وليا للعهد يطلب منه تولي القضاء في جدة بدلاً من الشيخ محمد بن علي البيز - الذي كان يشغل وظيفة رئيس محكمة جدة ومنح راتباً قدره 800 ريال.[5]
- كانت محكمة جدة من البساطة والتواضع حيث لم يكن في هذه محكمة في ذلك الوقت معه قاض سوى فضيلة الشيخ محمد محمد المرزوقي وقد كانت المحكمة تقع في شارع الملك عبد العزيز حيث كانت تشغل نحو أربع غرف تقريبا في الطابق الثاني مع كراج لبلدية جدة وهذا الموقع هو الآن يقع تقريباً في جزء من موقع المركز التجاري المسمى حالياً مركز المحمل التجاري.

### أعماله في محكمة جدة
شرعية الكبرى التي كانت في السابق محكمة واحدة وكذلك تغير مسمي المحكمة الشرعية إلى المحكمة الشرعية الكبرى.

### وزير العدل
صدر أمر ملكي بتحويل رئاسة القضاء إلى وزارة العدل وكان ذلك سنة 1391هـ حيث تم هذا الأمر في عهد الملك فيصل بن عبد العزيز وصدر مرسوم ملكي بتعيينه وزيراً للعدل ليكون أول وزير للعدل في المملكة العربية السعودية، فانتقل من جدة إلى الرياض وظل - – في هذه الوزارة حتى عام 1395هـ حيث تمت إحالته إلى التقاعد. وترأس وفد الحوار الإسلامي - المسيحي في الفاتيكان وقت أن كان وزيراً للعدل بهدف شرح ودحض الشبهات التي يثيرها النصارى تجاه بعض المواقف الإسلامية في كثير من أمور الدين والدنيا. وامتدت الزيارة إلى كل من جنيف وباريس لتحقيق الهدف ذاته.

### رابطة العالم الإسلامي
تم ترشيحه بعد حصوله على التقاعد للعمل برابطة العالم الإسلامي وكان ذلك الترشيح بعد إحالته إلى التقاعد بفترة من الزمن حيث أنه أصبح في هذا الموقع خلفاً الشيخ محمد صالح القزاز وتم ذلك في شهر ذي القعدة عام 1396 هـ ليصبح الأمين العام لرابطة العالم الإسلامي وانتقل من الرياض إلى مقر عمله الجديد في مكة المكرمة. وقام في هذه الفترة بزيارة الأقليات الإسلامية في كل من آسيا، أوروبا، أفريقيا والأمريكتين من أجل تفقد أحوال المسلمين، ومناصرة قضاياهم، وترأس وشارك في عدد من المؤتمرات الإسلامية كان من بينها المؤتمر الإسلامي العالمي للمنظمات الإسلامية الذي عقد في مكة المكرمة بدعوة من رابطة العالم الإسلامي سنة 1394 هـ، ثم ترأس اجتماع الدورة الثالثة للمجلس القاري لمساجد أوروبا، المنعقد في بروكسل، الذي نشأ نتيجة لجهود مشكورة قامت بها رابطة العالم الإسلامي ومن ثمرة ذلك ما تم خلاله من توصيات مهمة تخص العالم الإسلامي.
كانت آخر رحلة للشيخ الحركان زيارته في شهر صفر 1403 هـ دول جنوب شرقي آسيا، حيث افتتح المجلس المحلي للمساجد في ماليزيا، والمجلس القاري لمساجد آسيا والباسفيك ومقره في جاكرتا عاصمة إندونيسيا وهذا العمل هو نظير ما قامت به الرابطة من جهد في أوروبا، وكذلك المركز الإسلامي الجديد في طوكيو في اليابان، حيث داهمه مرض القلب هناك وخضع للعلاج في مستشفيات طوكيو.

### في منزله
كان محباً للعمل حيث كان يعمل وقت وصوله إلى جدة صباحاً في المحكمة وفي المساء كان له مجلس يومي في المنزل يقصده من يرغب من سكان جدة على اختلاف طبقاتهم ليحصلوا من وراء هذا اللقاء على الفتوى الشرعية، أو فض بعض المنازعات صلحاً بين الأطراف المتنازعة، أو الحصول على استشارات قضائية في أمور شرعية تخص المجتمع.

### في التعليم العالي
كلف مع نخبة من العلماء والمسؤولين في الدولة وبعض أعيان المملكة لدراسة وضع الطلبة السعوديين المبتعثين للدراسة في الدول العربية في عهد الملك سعود بن عبد العزيز فترأس وفد المملكة هذا وكان ذلك قبل افتتاح جامعة الملك سعود في الرياض. بعد تلك الدراسة وقبل عودة الطلاب المبتعثين لتكملة دراستهم في المملكة تبرع الملك سعود بسبعة قصور في مدينة جدة لتكون مقراً لسكن الطلاب عند عودتهم للدراسة في المملكة. وهو ذلك الموقع الذي تشغله في الوقت الراهن الإدارة العامة للتعليم في محافظة جدة. كما كلف بتقديم دراسة وتصور لمنهاج الجامعة الإسلامية في المدينة المنورة والمواد التي يتطلب تدريسها في هذه الجامعة قبل افتتاحها.

## عضوياته
- عضو مجلس القضاء الأعلى.
- عضو هيئة الدعوة الإسلامية.
- عضو هيئة كبار العلماء.
- عضو مؤسسة الملك فيصل الخيرية.
- عضو هيئة جائزة الملك فيصل العالمية بالرياض.
- نائب رئيس المجمع الفقهي برابطة العالم الإسلامي.

## أسرته
أنجب محمد الحركان 11 ولدًا، منهم 6 أبناء، و5 بنات. وتزوج امرأتين. 
أبناؤه: سليمان، وأحمد، وعبد الله، وسعود، وخالد، وأديب. وبناته: سعاد، ثريَّا، سامية، سميرة، غدير.

## وفاته
تُوفي في مستشفى الحرس الوطني في جدة يوم الجمعة 9 رجب 1403هـ، ودُفن في مكة المكرمة بمقبرة المعلَّاة. نعاه بعد وفاته عدد من الشخصيات والكتَّاب في الصحف والمجلات المحلية والأجنبية منها مجلة «رابطة العالم الإسلامي» الشهرية في عددها العاشر من شهر 1403 هـ، ومجلة «رسالة المسجد» الشهرية، وجريدة «الأهرام» في القاهرة.

## وصلات خارجية
- الشيخ الحركان.. قاده العمل الخيري التطوعي لمنصب وزير العدل.
- وزير العدل الشيخ محمد الحركان بمؤتمر صحفي مع د. عبد الرحمن الشبيلي وعبدالعزيز المسند وعبدالله بن ادريس

| سبقه لا يوجد | وزير العدل السعودي 1391هـ - 1395هـ | تبعه إبراهيم بن محمد آل الشيخ |